# Яковенкове (Керченський район)
Якове́нкове (до 1948 — Киз-Авул, крим. Qız Avul) — село Керченського району Автономної Республіки Крим.

## Опис
Село розташоване на південному сході Керченського півострова в районі мису Ак-Бурун і гори Сюрю-Оба.
В селі розташована мечеть Киз-Авул Джамісі.
Зараз це маленьке курортне село, де функціонує один пансіонат.
В 10 кілометрах на захід знаходиться заповідний мис Опук і скелі Елькен-Кая (Кораблі).

## Історія
Відоме з часів середньовіччя як Киз-Аул (кримськотатарською — «дівоче поселення»).
За результатами археологічних досліджень, поселення виникло в II сторіччі, проте воно було зруйновано кочівниками. Нове поселення датується VI сторіччям, коли Боспор увійшов до складу Візантії.
За однією з версій, тут народився святий Іоанн Готський.
5 серпня 2023 року під час російського вторгнення було чутне вибухи, що пов'язують з атакою українських безекіпажних катерів на незаконно збудований окупантами Керченський міст.

## Мечеть

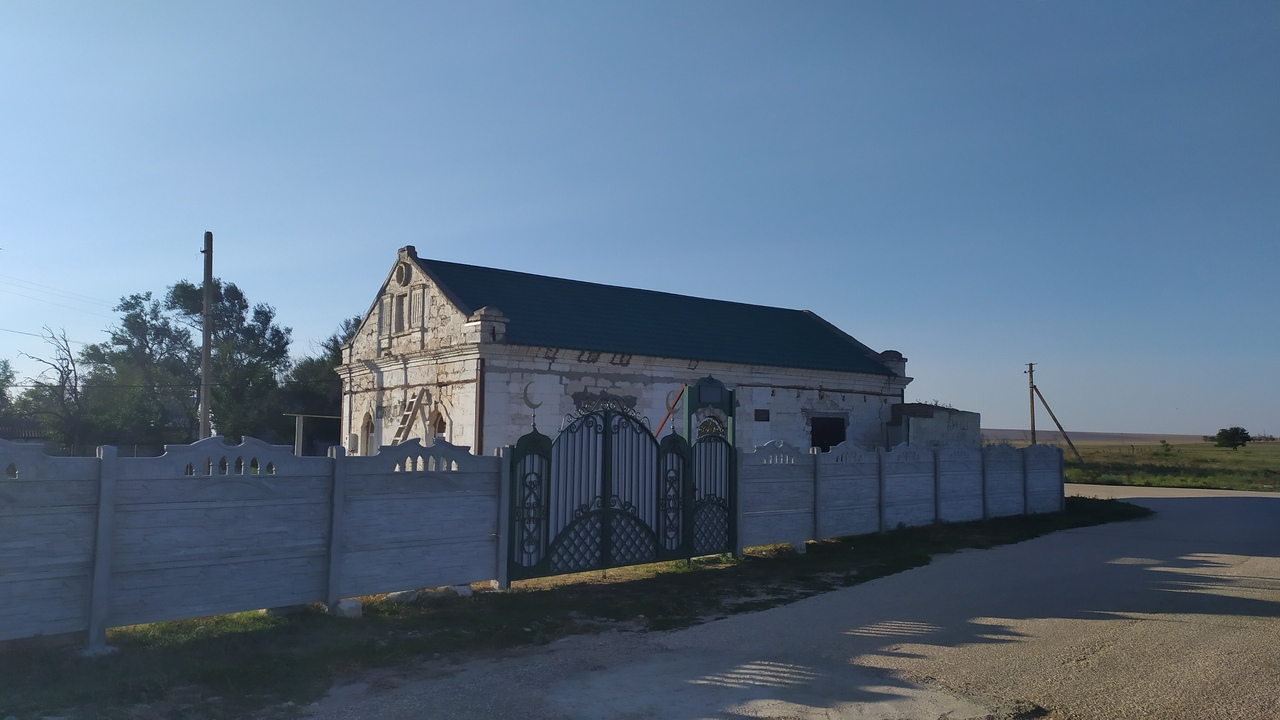
Мечеть Киз-Авул Джамісі

Мечеть Киз-Авул Джамісі (крим. Qız Avul Camisi) була побудована в селі в 1914 році. У радянський період служила клубом. Згодом була закрита. Розглядається варіант її реставрації.